# That's Amore!
That's Amore! fue un reality show televisivo y spin-off de A Shot at Love with Tila Tequila de MTV. El programa fue estelarizado por Domenico Nesci, un italiano de 1.60 m de estatura que había sido participante en A Shot at Love. Otro de los participantes del programa anterior, Ashley McNeely ayudará a Nesci a encontrar su verdadero amor como su consigliere ("consejero"). Quince mujeres estadounidenses compitieron por el corazón de Domenico en una serie de desafíos.
- Eslogan (MTV España): Quince chicas para un italiano.[2]
- Eslogan : El Amor Varian de Lenguas.[2]

## Formato
Similar a A Shot at Love, los episodios típicamente incluyen desafíos (en equipo o individuales) con una cita con Domenico como el premio. Durante la eliminación, Domenico llama a las mujeres que decide dejar en la mansión y las llama con una bandera italiana preguntando, "¿Serías mi bambina?"
A pesar de que Abril ganó, ella y Domenico no permanecieron juntos. Esto fue relatado en abril de 2008 en una publicación de la revista "In Touch". Se dijo que solamente siguieron adelante con sus vidas. Megan aseguró que no había realmente ninguna chispa entre ellos; sin embargo, aún son amigos íntimos.

## Episodios
- Especial: Domenico's Passport To Love (originalmente transmitido el 24 de febrero de 2008)
- Ep. 1 Premiere (originalmente transmitido el 2 de marzo de 2008)
- Ep. 2 Rival Sirens (originalmente transmitido el 9 de marzo de 2008)
- Ep. 3 Love Hurts (originalmente transmitido el 16 de marzo de 2008)
- Ep. 4 Disco Disaster (originalmente transmitido el 23 de marzo de 2008)
- Ep. 5 Go Kart 4 My Heart (originalmente transmitido el 30 de marzo de 2008)
- Ep. 6 We're Going to Italy! (originalmente transmitido el 6 de abril de 2008)

## Participantes

### Ganadora
- Abril Mirilovich[3]

### Eliminadas
- Yukimi Ewing[3]
- Ian Corona[3]
- Candy Cecilia Desiderio[3]
- Ariana Jackson[3]
- Mariana Lehner[3]
- Ferrer Le[3]
- Kathya Flagler[3]
- Cat (pen dejita) Kristine Martin[3]
- Liz Rogers[3]
- Vinyard Wright (Love)[3]
- Giesler[3]
- Mabel "Tablita" Wagner[3]
- Revaca Anne Rende[3]
- Erandi Marion[3]

## Orden de eliminación
| #  | Participantes | Episodio 1 | Episodio 2 | Episodio 3 | Episodio 4 | Episodio 5 | Episodio 6 |
| -- | ------------- | ---------- | ---------- | ---------- | ---------- | ---------- | ---------- |
| 01 | Ashley        | Talor      | Rebecca    | Talor      | Kim        | Megan      | Megan      |
| 02 | Christina     | Missy      | Megan      | Kathleen   | Talor      | Kim        | Kim        |
| 03 | Dominique     | Kim        | Kathleen   | Megan      | Kathleen   | Kathleen   |            |
| 04 | Hunter        | Ashley     | Ashley     | Kim        | Megan      | Talor      |            |
| 05 | Jessica       | Christina  | Kim        | Christina  | Christina  |            |            |
| 06 | Katherine     | Love       | Missy      | Ashley     |            |            |            |
| 07 | Kathleen      | Megan      | Christina  | Missy      |            |            |            |
| 08 | Kim           | Kathleen   | Talor      | Rebecca    |            |            |            |
| 09 | Kristen       | Jessica    | Jessica    |            |            |            |            |
| 10 | Love          | Rebecca    | Love       |            |            |            |            |
| 11 | Megan         | Dominique  |            |            |            |            |            |
| 12 | Missy         | Hunter     |            |            |            |            |            |
| 13 | Nicole        | Katherine  |            |            |            |            |            |
| 14 | Rebecca       | Kristen    |            |            |            |            |            |
| 15 | Talor         | Nicole     |            |            |            |            |            |

     La participante ganó la competencia.
     La participante ganó una cita con Domenico.
     La participante ganó 2 citas con Domenico.
     La participante ganó una cita con Domenico, pero fue eliminada de la competencia debido a la violencia.
     La participante ganó una cita con Domenico, pero fue eliminada.
     La participante fue eliminada.

## Emisión
Originalmente, la serie se transmitía en Estados Unidos los domingos a las 10:00 p. m. por MTV. 
En España, inició transmisiones bajo el título "That's Amore" (nótese que no se tradujo y además no posee el signo de admiración, o ambos, como se esperaría en la nomenclatura de un programa para la audiencia hispana) por MTV España todos los martes a las 9:00 p. m. a partir del 8 de julio de 2008 contando con doblaje en voice-over. Y también por multidifusión: los viernes a las 11:45 p. m.; sábados a las 9:00 p. m. y domingos a las 10:00 p. m. Luego, cuando el programa comenzó a ser repetido, en el sitio oficial del canal se confirmaron los horarios que serían de viernes a domingo a las 9:00 p. m. aunque se sugiere comprobar posibles cambios de horario en la parrilla.